# Ніколаєв Євген Анатолійович
Євге́н Анато́лійович Нікола́єв (нар. 14 вересня 1965, Южноуральськ, Челябінська область, РРФСР) — український волейбольний тренер.

## Біографія
Євген Ніколаєв народився 14 вересня 1965 року в Южноуральську Челябінської області. До Южного Одеської області переїхав 1978 року разом із батьками. Захоплювався футболом та гандболом. У 1978 році міг опинитися у футбольному клубі «Кайрат» (Алма-Ата). Волейболом зайнявся вже у Южному під керівництвом тренера Миколи Степановича Муравського.
1987 року закінчив факультет фізичного виховання Одеського державного педагогічного інституту імені К. Д. Ушинського. Займався у відомого одеського тренера Євгена Горбачова.
У середині 90-х зібрав у Южному волейбольну команду дівчаток 1986 року народження, яка в перспективі мала представляти місто на національному рівні. 1998 року спортклуб «Південний» разом із вихованками СДЮСШОР № 2 Одеси (тренер Олена Єфімова) заявився до першої ліги.
У 2001 році команда «Хімік-СДЮСШОР-2», до якої увійшли підопічні Ніколаєва та вихованки одеського тренера Валерія Начинова, в перший же рік виступів здобула бронзові медалі турніру. Наступні два сезони до складу «Хіміка» також входили вихованки одеської СДЮСШОР № 2. У 2004 році Євген Ніколаєв очолив «Хімік». Команда, укомплектована переважно вихованками южненського волейболу, перемогла у першій лізі сезону 2004/05 і здобула путівку до вищої ліги. У 2009 році привів «Хімік» до перемоги у вищій лізі, що принесло команді путівку до Суперліги.
Вже у своєму другому сезоні у Суперлізі «Хімік» під його керівництвом став чемпіоном країни та фіналістом Кубка України. З того часу не програвав чемпіонство 9 сезонів поспіль як головний і старший тренер, директор клубу.
У лютому 2019 року знову очолив «Хімік» як головний тренер. Першим в історії України кваліфікувався до Групового етапу найсильнішого європейського змагання — Ліги чемпіонів.

## Досягнення

### Тренер
- 9-разовий Чемпіон України — головний тренер: 2011, 2012, 2019; старший тренер: 2016, 2017, 2018
- Срібний призер Чемпіонату України: 2021, 2022
- Переможець чемпіонату України серед команд вищої ліги: 2009
- Переможець чемпіонату України серед команд першої ліги: 2003, 2005
- Володар Кубка України — головний тренер: 2019, 2020; старший тренер: 2017, 2018
- Фіналіст Кубка України: 2011, 2012, 2021, 2022
- Володар Суперкубку України — головний тренер: 2019, 2020, старший тренер: 2017, 2018
- Учасник Ліги Чемпіонів (груповий етап) — головний тренер: 2019/20.
- Учасник Кубка ЄКВ — головний тренер: 2011/12.
- Учасник Кубка виклику — головний тренер: 2010/11, 2011/12.
- друге місце Всесвітньої Універсіади 2015, Південна Корея — старший тренер.